# Drept internațional privat
Dreptul internațional privat are ca obiect de reglementare raporturile de drept privat cu element de extraneitate. Elementul de extraneitate aduce în discuție următoarele probleme:
- determinarea instanței competente să instrumenteze sau să judece cazul
- indicarea regulilor de procedură aplicabile
- precizarea legii de fond care se va aplica situației juridice
- stabilirea efectelor produse de hotărârile autorităților străine.

Dreptul internațional privat reglementează numai o parte din relațiile de drept privat cu element de extraneitate: raporturile de drept civil, raporturile de dreptul familiei, raporturile de dreptul muncii, raporturile de procedură civilă și alte raporturi conexe cu acestea. 
Dreptul internațional privat își are izvoarele preponderent în dreptul intern al unei țări, spre deosebire de dreptul internațional public care operează la nivel de stat în baza convențiilor, tratatelor, și acordurilor internaționale.

## Conținut
Raporturile de drept internațional privat sunt reglementate de următoarele tipuri de norme:
- Norma conflictuală - determină legea aplicabilă unui raport cu element de extraneitate
- Norma materială se aplică direct raporturilor cu element de extraneitate, după aplicare normei conflictuale
- Norma de aplicare imediată exclude aplicarea normelor conflictuale și implicit a legii străine, ele soluționează nemijlocit raportul juridic prin aplicarea legislației naționale.

Conceptul de drept internațional privat, utilizat în sens larg, reprezintă setul de norme juridice care reglementează relațiile dintre persoane fizice. Expresia drept internațional privat; nu are aceeași accepțiune în toate statele membre. În dreptul german și cel portughez, de exemplu, se referă doar la normele privind conflictul de legi (vezi legea aplicabilă), pe când în alte sisteme, acesta include normele privind competența jurisdicțională internațională și recunoașterea și executarea hotărârilor judecătorești pronunțate în străinătate. Toate aceste norme referitoare la legea aplicabilă, competența jurisdicțională internațională și recunoașterea și aplicarea hotărârilor judecătorești pronunțate în străinătate oferă soluții la dificultățile care pot decurge din faptul că un caz poate implica mai multe sisteme juridice distincte. Un exemplu îl poate constitui cazul unui cuplu căsătorit format din două persoane de cetățenie diferită care intenționează să divorțeze: ce instanță va avea competență de a se pronunța asupra divorțului și ce lege va fi aplicată? Un alt exemplu îl poate reprezenta cazul în care se produce un accident într-un stat membru și provoacă poluarea mediului, care cauzează daune într-o serie de alte state membre. Instanțelor cărui stat trebuie să se adreseze victimele și ce lege vor aplica instanțele? Izvoarele normelor de drept internațional privat sunt legislația, jurisprudența și doctrina fiecăruia dintre state. În ciuda numelui său, dreptul internațional privat este o ramură exclusiv a dreptului național. Este posibil ca unele din aceste norme naționale să fi fost standardizate în cadrul unor convenții internaționale și poate chiar în instrumente comunitare. Standardizarea face posibilă evitarea unor situații în care instanțele a două state revendică jurisdicția conform normelor lor naționale de drept internațional privat și pronunță în același caz hotărâri judecătorești aflate în conflict.